# Hanna Reitsch
Hanna Reitsch (født 29. marts 1912, død 24. august 1979) var en kvindelig tysk testpilot, som fik stor anerkendendelse inden for det tyske naziregime. Blandt flyene hun testfløj, var Focke-Wulf Fw 61, Messerschmitt Me 262 og Messerschmitt Me 163.
Reitsch var tiltrukket af nazismen, og hun delte begejstringen for Hitler som person, og den rolle han tog på sig som alle tyskeres frelser. Denne beundring for Hitler som person, varede krigen ud.
Alligevel var ikke Reitsch nogen typisk nationalsocialist i klassisk, ideologisk forstand. Hun var mere optaget af de lidt mere diffuse begreber "troskab" og "fædrelandskærlighed". Hun blev aldrig medlem af NSDAP, eller nogle af de andre nazistiske organisationer. Hun tog heller ikke imod et æresmedlemskab i Bund Deutscher Mädel. Hun tog afstand fra racepolitikken, og reagerede stærkt da hun fik kendskab til koncentrationslejren Auschwitz. Hun spurgte Heinrich Himmler om dette virkelig kunne være sandt. Dette kan have givet en antydning om en vis politisk naivitet.
Som en selvstændig og banebrydende kvinde, reagerede hun på den rolle som kvinder fik i nazi-regimetet, og hendes afvisning som medlem af Bund Deutscher Mädel kan ses på denne baggrund. Som kvinde var det aldrig aktuelt at give hende medlemskab i Nationalsozialistisches Fliegerkorps. Samtidig arbejdede hun for regimet, og udviklingen af dets krigsmagt, som vigtig propagandafigur og rejste på turné på Østfronten i 1943, for at styrke kampmoralen. Selv så hun sin indsats for at være for "fædrelandet" og ikke for den nationalsocialistiske ideologi.
Mod slutningen af krigen, var hun præget af undergangsfølelsen, og tog til orde for selvmordskommandoer, noget som fik Joseph Goebbels til at skrive i sine dagbøger, at Hanna Reitsch havde mistet nerverne og modet.
- Wikimedia Commons har flere filer relateret til Hanna Reitsch